# Eupithecia boryata
Eupithecia boryata is een vlinder uit de familie spanners (Geometridae). De wetenschappelijke naam is voor het eerst geldig gepubliceerd in 1906 door Rebel.
De soort komt voor in Europa.